# Satyrus lyrnessus
Satyrus lyrnessus är en fjärilsart som beskrevs av Hans Fruhstorfer 1908. Satyrus lyrnessus ingår i släktet Satyrus och familjen praktfjärilar. Inga underarter finns listade.